# Idiopsar brachyurus
Az Idiopsar brachyurus a madarak osztályának verébalakúak (Passeriformes) rendjébe és a tangarafélék (Thraupidae) családjába tartozó faj.

## Rendszerezése
A fajt John Cassin amerikai ornitológus írta le 1866-ban. Egyes szervezetek a Diuca nembe sorolják Diuca brachyura néven.

## Előfordulása
Dél-Amerikában, az Andok keleti oldalán, Argentína, Bolívia és Peru területén honos. Természetes élőhelyei a szubtrópusi és trópusi cserjések, sziklás környezetben. Állandó, nem vonuló faj.

## Megjelenése
Testhossza 19 centiméter.

## Természetvédelmi helyzete
Az elterjedési területe nagyon nagy, egyedszáma pedig stabil.  A Természetvédelmi Világszövetség Vörös listáján nem fenyegetett fajként szerepel.